# Public Library of Science

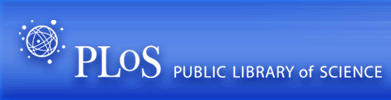
Logo de PLOS.

La Public Library of Science (PLOS, PLoS jusqu'en 2012), pouvant se traduire par Bibliothèque scientifique publique, est un projet américain à but non lucratif de publication scientifique anglophone à accès ouvert fonctionnant sur la base de licences libres. En 2006, la PLOS publie PLOS Biology, PLOS Medicine, PLOS Computational Biology, PLOS Genetics, PLOS Pathogens et PLOS Clinical Trials (en) ainsi qu'un journal uniquement électronique PLOS One.

## Historique
La PLOS démarre début 2001 sous la forme d'une pétition en ligne lancée par Patrick Brown (en), biochimiste à l'université Stanford et de Michael Eisen, un bioinformaticien de l'université de Californie à Berkeley et du Laboratoire national Lawrence-Berkeley. La pétition appelle les scientifiques à s'engager de cesser, dès septembre 2001, de soumettre leurs publications à des revues scientifiques qui ne mettent pas à disposition pour tous une version complète et gratuite des publications six mois après leur sortie. Certaines revues, et notamment PNAS et l'éditeur de revues BioMed Central se sont conformés à cette demande. Cependant, en 2003, de nombreuses revues, y compris les très réputées Nature et Science se sont seulement focalisées sur l'autorisation pour les auteurs de réaliser leur propre archive de leur publication originale.
Rejoints par le lauréat d'un prix Nobel et ancien directeur du National Institutes of Health, Harold Varmus, les organisateurs de PLOS qui ont obtenu 34 000 signatures de chercheurs à la suite de leur pétition mais n'ont trouvé aucun éditeur, se sont concentrés sur le lancement de leur propre revue, en suivant les traces de BioMed Central, qui publie de manière ouverte depuis fin 1999 des publications scientifiques dans le domaine de la biologie dans des revues comme Genome Biology et The Journal of Biology. Les activités d'éditeur de la PLOS ont commencé le 13 octobre 2003, avec la publication de PLOS Biology, revue scientifique à comité de lecture, publiée à la fois en ligne et en version imprimée. Depuis, d'autres revues ont vu le jour : PLOS Medicine, PLOS Computational Biology, PLOS Genetics et PLOS Pathogens. Les contenus des revues de PLOS sont en libre accès : le contenu est publié sous les termes de la licence Creative Commons Attribution. Le projet précise que : « La seule contrainte sur la reproduction et la distribution, et le seul rôle du droit d'auteur dans ce domaine, doit être de donner le contrôle aux auteurs de l'intégrité de leur travail, et le droit d'être cités et reconnus ».
En décembre 2006, le projet PLOS One a vu le jour. Il s'agit d'une nouvelle forme de diffusion de l'information scientifique faisant appel dans une large mesure aux possibilités interactives de l'Internet et ouverte à d'autres disciplines que la médecine et la biologie qui constituaient jusqu'alors l'essentiel des thématiques couvertes par les revues du projet PLOS.

## Modèle de financement
Pour financer les revues, le modèle économique de PLOS est de faire payer une taxe de publication à l'auteur, à l'employeur de l'auteur ou à l'organisme financeur. Aux États-Unis, des institutions comme le National Institutes of Health et le Howard Hughes Medical Institute ont promis que les bénéficiaires de leurs donations recevront des fonds pour couvrir de telles charges. L'initiative de la PLOS aux États-Unis a suscité la création de projets similaires en Europe, avec notamment la Déclaration de Berlin, développé par la Société Max-Planck en Allemagne, qui a également promis de financer les charges réclamées aux auteurs.
Un défaut du système de taxe de publication payée par l'auteur est qu'il ne prend pas en compte le coût important de la sélection et de l'évaluation du grand nombre de soumissions que les revues scientifiques très réputées reçoivent — la majorité de ces soumissions étant rejetées pour maintenir cette réputation. Ainsi, il n'est pas certain au démarrage que le modèle de publication basé sur le financement par les auteurs sera viable à long terme ; mais dix ans après sa création, le modèle semble validé puisque la revue PLOS Biology devrait pour la première fois dégager un profit en 2010,.